# 国鉄タキ7800形貨車
国鉄タキ7800形貨車（こくてつタキ7800がたかしゃ）は、かつて日本国有鉄道（国鉄）及び1987年（昭和62年）4月の国鉄分割民営化後は日本貨物鉄道（JR貨物）に在籍した私有貨車（タンク車）である。
本形式と同一の専用種別であるタキ10350形についても本項目で解説する。

## タキ7800形
タキ7800形は、オクタノール専用の30t タンク車として1960年（昭和35年）1月30日に3両（タキ7800 - タキ7802）、1962年（昭和37年）3月28日に3両（タキ7803 - タキ7805）の合計6両が新三菱重工業1社のみにて製作された。
本形式の他にオクタノールを専用種別とする形式は、タキ10350形（後述）の1形式みである。
所有者は、三菱化成工業（その後三菱化成へ社名変更）であり、その常備駅は塩浜駅、東水島駅の2箇所であった。
1979年（昭和54年）10月より化成品分類番号「93」（有害性物質、可燃性のもの）が標記された。
タンク体は普通鋼製の直胴タイプでドーム付きであり、荷役方式は積込みは吐出管からの下入れ、荷降ろしは同じく吐出管からの下出し式である。
車体色は黒色、寸法関係は全長は12,800mm、全幅は2,500mm、全高は3,868mm、台車中心間距離は8,700mm、実容積は36.5m3、自重は17.8t - 18.4t、換算両数は積車5.0、空車2.0であり、台車はベッテンドルフ式のTR41Cである。
1987年（昭和62年）4月の国鉄分割民営化時には全車の車籍がJR貨物に継承されたが、1997年（平成9年）3月に最後まで在籍した1両（タキ7805）が廃車となり、同時に形式消滅となった。

## タキ10350形
1968年（昭和43年）2月6日に、タキ6900形より1両（タキ6911）の専用種別変更が行われ形式名は新形式であるタキ10350形とされた。
落成時の所有者は、水島化成でありその常備駅は水島臨海鉄道港東線の東水島駅であった。1974年（昭和49年）2月28日に常備駅はそのままで三菱化成工業（その後三菱化成へ社名変更）へ名義変更された。
1979年（昭和54年）10月より化成品分類番号「93」（有害性物質、可燃性のもの）が標記された。
車体色は黒色、寸法関係は全長は13,200mm、全幅は2,500mm、全高は3,880mm、台車中心間距離は9,100mm、実容積は37.2m3、自重は19.1t、換算両数は積車5.0、空車1.8であり、台車はベッテンドルフ式のTR41Cである。
1987年（昭和62年）4月の国鉄分割民営化時には車籍がJR貨物に継承されたが、1995年（平成7年）9月に廃車となり、同時に形式消滅となった。